# Sentencia Nold
La "Sentencia Nold" es el fallo judicial emitido el 14 de mayo de 1974 por el Tribunal de Justicia de las Comunidades Europeas en la demanda interpuesta por la empresa alemana J. Nold, Kohlen- und Baustoffgroßhandlung, domiciliada en Darmstadt, contra la Comisión Europea. Esta sentencia se ha convertido en parte importante de la jurisprudencia del derecho comunitario europeo pues reconoce como pauta general el predominio de los derechos fundamentales, establecidos en las respectivas constituciones europeas, por encima de las decisiones tomadas por la Comisión Europea o entidades análogas.
Si bien la sentencia establece que el derecho comunitario tiene primacía sobre las disposiciones legales nacionales, también debe adaptarse a una "base común de valores" determinada, por ejemplo, por la Convención Europea de Derechos Humanos. De igual manera, la Sentencia Nold establece que el "interés general" defendido por las Comunidades Europeas debe tener predominio sobre los intereses particulares, por lo cual se rechaza el reclamo de la entidad demandante.
El origen de la controversia se halla en una decisión de la Comisión Europea del 21 de diciembre de 1972 que estableció nuevas reglas de venta de carbón a la empresa alemana Rurhkohle AG, subordinando la venta de carbón a la conclusión de contratos por una duración mínima de dos años y por un volumen mínimo de 6000 toneladas anuales.
Otra empresa alemana, J. Nold, Kohlen- und Baustoffgroßhandlung, una pequeña compañía mayorista que vendía carbón a particulares, alega haber sido perjudicada por la Comisión Europea pues sus volúmenes de venta resultan mucho menores a los fijados. El argumento principal de la demandante consiste precisamente en afirmar que la decisión de la Comisión debe ser anulada porque vulnera sus derechos fundamentales, en tanto dicha decisión excluye a la reclamante del mercado de carbón y pone su propia actividad económica en peligro.
El Tribunal de Justicia de las Comunidades Europeas responde que los derechos fundamentales constituyen normas imperativas de carácter general y les reconoce validez plena para la Comisión Europea, por encima de las deficiencias que pudiesen observarse en los derechos de cada Estado miembro de las Comunidades Europeas. Asimismo, la sentencia determina que la Comisión Europea asume el deber de proteger dichos derechos fundamentales de la persona en los casos que se han sometidos a su consideración.
Con respecto a la materia específica de la reclamación de J. Nold, Kohlen- und Baustoffgroßhandlung, la Comisión rechaza la demanda, respondiendo que si bien los derechos fundamentales son protegidos por las tradiciones constitucionales de los Estados miembros, la defensa de estos derechos no puede subordinarse a los intereses particulares de una sola sociedad comercial porque:
1- Las nuevas condiciones de venta de carbón son impuestas a todas las sociedades que son clementes de Ruhrkohle AG y no a una sola entidad.
2- En un contexto económico normal, es la empresa reclamante (J. Nold, Kohlen- und Baustoffgroßhandlung) quien debe adaptarse a las nuevas condiciones del mercado del carbón, y no exigir que este mercado se adapte a sus necesidades como empresa.